# Relativismus
Relativismus (z lat. relativus, poměrný, vztažný) může označovat velmi široké spektrum postojů a názorů, které obvykle netvoří žádný soudržný systém. Všem je patrně společný názor, že něco, co jiní pokládají za absolutní a na ničem nezávislé, ve skutečnosti závisí na něčem jiném a může se tedy i měnit. Moderní označení relativismus je problematické tím, že naznačuje, jako by se jednalo o ucelený myšlenkový systém, ačkoli ve skutečnosti jde spíš o rozmanité a často polemické nebo jen provokující tendence.

## Epistemologický relativismus
Smyslové vnímání jistě závisí na osvětlení, na poloze pozorovatele nebo na měřítku. Například napjatou ocelovou strunu vidíme jako téměř ideální přímku, při náležitém zvětšení jako válcovité těleso, při ještě větším zvětšení bychom mohli vidět krystalickou strukturu, molekuly a atomy železa a uhlíku a konečně jádra a jejich elektronové obaly v pohybu. Smyslové vnímání je tedy relativní a závisí – kromě jiného – na měřítku. Písmeno A, vytištěné na papíře, je kromě toho pro negramotného jen skvrnou a jeho vnímání závisí tedy na kultuře. Naopak při pohledu na nepravidelné skvrny („mapy“) na stropě „uvidí“ různí lidé různé tvary, čehož využívá například Rorschachův test.

## Filosofický relativismus
Extrémní formy relativismu se sice vyskytují v běžné řeči, jsou však vnitřně sporné a nedají se filosoficky obhájit. Tak kategorické tvrzení, že „všechno je relativní“ nebo že „všechno jde“ (anything goes), by vyvracelo samo sebe, pokud by si činilo nárok na absolutní platnost. Takové postoje však nikdo vážně nezastává a jsou to obvykle jen karikatury oponentů, kteří chtějí relativitu odmítnout. Zajímavé formy relativismu jsou tedy nutně samy relativní.
Relativní znamená poměrný, to znamená vztažený k něčemu jinému. Obecnou formu relativizujícího tvrzení lze tedy zapsat jako

přičemž Y má povahu nezávislé a X závislé proměnné. X může být v typickém případě pojem, hodnocení, pravdivost a podobně, kdežto Y je něco jako referenční (vztažný) systém, pozadí, v konkrétním případě třeba vzdělání, kultura, jazyk, náboženské nebo politické přesvědčení. Tvrzení, že něco je relativní, má smysl jen tehdy, pokud se uvede vůči čemu je to relativní. Pak se ale často ukáže, že i sám referenční systém Y je závislý na něčem dalším, že se může změnit a podobně.
Pokud relativismus říká, že poznání (soud, hodnocení atd.) je relativní a tedy závislé na dalších okolnostech, neříká tím, že by nebylo možné. Poznání, soudy, hodnocení – pokud berou na tyto okolnosti ohled – jsou možné a platné. Relativismus – na rozdíl od agnosticismu nebo solipsismu – tedy připouští platnost, pravdivost, morální hodnotu, i když nějak závislou. To je důležité pro kulturní relativismus, přesvědčení, že lidské kultury podstatně ovlivňují naše vnímání, hodnocení i jednání. Různé kultury mohou tedy hodnotit různě, nicméně pokud se příslušníci téže kultury ve svých soudech shodují, platí pro ně společně nějaké kritérium správnosti atd.

## Historický relativismus
S prohlubováním historických znalostí a historického povědomí od 19. století se jasně ukázalo, že nejen jazyk a kultura, ale i velmi zásadní lidské názory, postoje a hodnocení se v průběhu dějin měnily a mění – v moderní době ještě rychleji. Z nepochopení této jednoduché skutečnosti vznikají směšné anachronismy, jak jich u nás literárně využíval třeba Svatopluk Čech („Výlety pana Broučka“). Průkopnické dílo amerického vědce a historika T. S. Kuhna „Struktura vědeckých revolucí“ ukazuje, jak takové zásadní proměny paradigmat probíhaly ve vědě, například během tak zvaného „koperníkovského obratu“ v 16. a 17. století. Francouzský filosof Michel Foucault mluví o různých epistémé, referenčních rámcích chápání, myšlení i hodnocení, jež charakterizují různá dějinná období.

## Jazykový relativismus
Výsledky poznání i hodnocení vyjadřujeme v jazyce, jehož slova a kategorie nás nutí vyjadřovat zkušenost určitým způsobem. Tak jeden jediný vjem, třeba letící vránu, musíme vyjádřit jako „letí černý pták“, tedy třemi slovy: sloveso, adjektivum a podstatné jméno. Toto rozdělení na jazykové kategorie a zejména významy jednotlivých slov jsou v každém jazyce trochu jiné, protože skutečnost není tak čistě roztříděna, jak to jazyk vyžaduje: mezi bílým a černým jsou různé stupně šedi, podobně mezi bylinou a stromem, mezi sladkým a kyselým a tak dále. Tuto nesnáz přirovnává Platón k porcování pečeného zvířete.
Jazykový relativismus je teorie amerických antropologů 20. století o tom, že zkušenosti různých kultur nejsou navzájem vůbec souměřitelné ani převoditelné (viz Sapir-Whorfova hypotéza). Její původci byli pod dojmem překvapivé různosti indiánských jazyků v Kalifornii, proti nim však mluví obecná zkušenost překladů a tlumočení. Zatímco se jejich generace zajímala hlavně o rozdíly, následující generace se začaly více zajímat to, co je různým kulturám společné. Není toho málo.

## Kulturní relativismus
Kulturní relativismus je teoreticko-metodologický přístup v rámci výzkumu kulturních jevů, při kterém se vychází z předpokladu, že jednotlivé kultury jsou jedinečnými a neopakovatelnými sociokulturními systémy, které lze popsat a pochopit pouze v kontextu jejich vlastních hodnot, norem a idejí.

## Morální relativismus
Také morální relativismus je spíše nálepka než soudržná pozice, již by někdo zastával. Může znamenat názor, že mravní hodnocení stejného jednání v různých dobách nebo společnostech se mezi sebou liší, což lze asi prokázat. Je ovšem otázka, jak můžeme v mravních otázkách zjistit, co je „stejné jednání“. V morálce a v etice se totiž „jednání“ nedá charakterizovat jen vnějším popisem. Mnohem víc záleží na tom, co tím jednající osoba zamýšlí, proč tak jedná. Například sebevražda se v evropských společnostech většinou chápala jako špatná, ale obětovat život za někoho jiného jako vrchol hrdinství. Pro vnějšího pozorovatele není snadné obojí od sebe odlišit. Lhát je špatné, ale říkat pravdu špiclovi totalitního režimu také. Jenže při hlubším pohledu se může ukázat, že obojí se řídí stejným pravidlem: neublížit, případně chránit druhého člověka.
Také morální relativismus musí připustit, že je relativní. Pak může být užitečným varováním před přílišnou jistotou, že vždy a všude víme, jak máme jednat a jak ne.